# Île de la Chèvre (Tupin-et-Semons)
Ne doit pas être confondu avec Île de la Chèvre ou Île de la Chèvre (Vernaison).
L'île de la Chèvre est une île située sur le Rhône, dans le département du Rhône en région Auvergne-Rhône-Alpes, appartenant administrativement à Tupin-et-Semons.

## Description
Située au nord de l'île du beurre, elle s'étend sur environ 1,5 km pour une largeur de plus de 700 m. Elle contient trois petits lacs dans sa partie ouest et sa partie est occupée par des cultures.

## Histoire
On trouve trace de l'île de la Chèvre dès 1527. Elle appartient alors à un notable de Condrieu, Pierre de Villars. Elle entre ensuite dans le domaine du chapitre de l’église de Lyon qui la loue à partir du 30 avril 1624 à un certain Du Bailler.